# 考古學博物館 (奧西耶克)

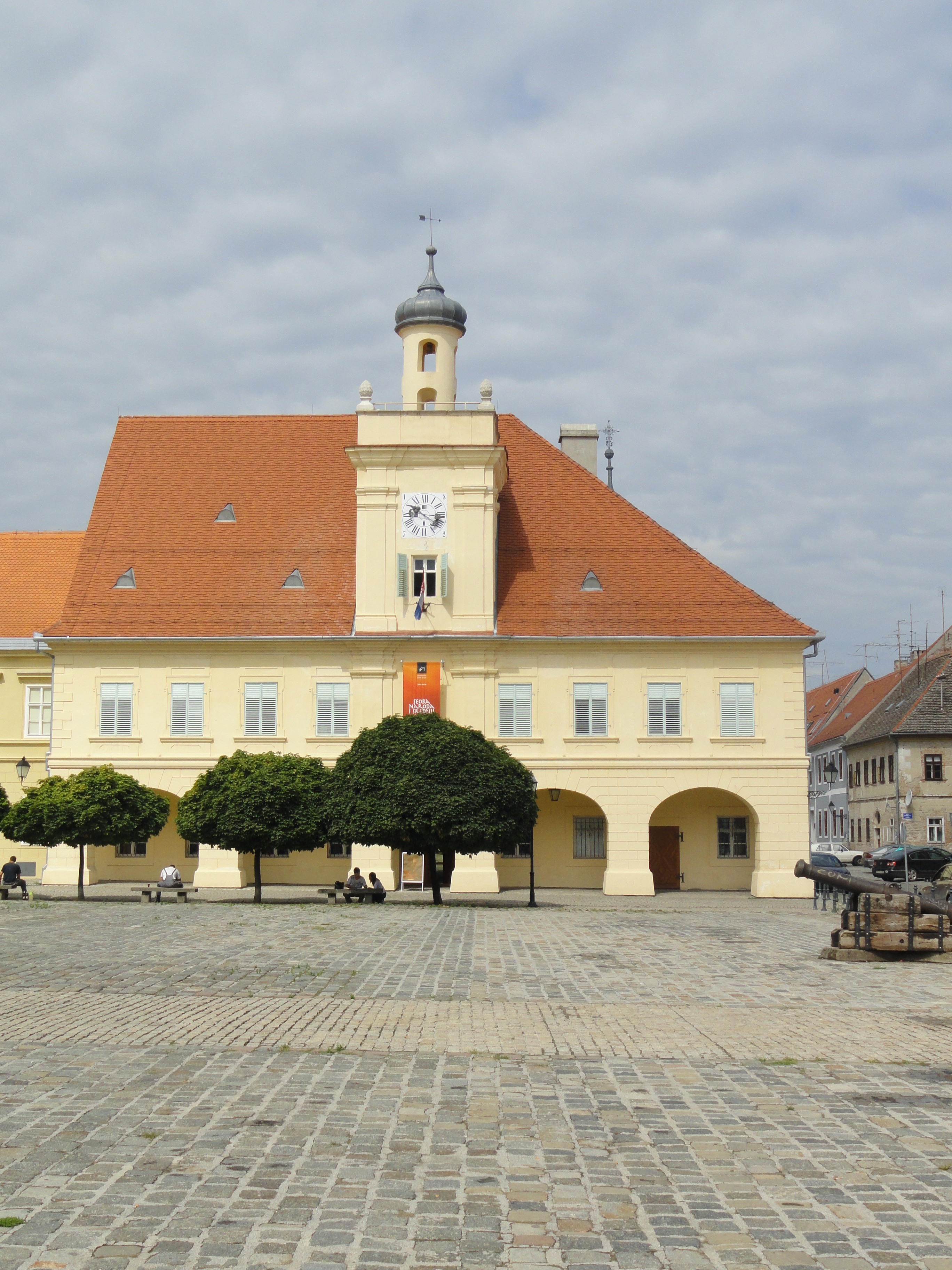
考古學博物館

考古學博物館是克羅埃西亞城市奧西耶克的一座考古博物館。這座博物館由兩座建築構成。

## 历史
奧西耶克考古學博物館創立於2005年4月28日，並在2007年11月16日正式開放。

## 外部連結
- Official web-site （克羅埃西亞文）